# Cabalário
Cabalário (em latim: Caballarius) foi um oficial ostrogótico do século VI, ativo no tempo de Erarico (r. 541). Foi enviado à capital do Império Bizantino, Constantinopla, para negociar a paz com o imperador Justiniano (r. 527–565). Antes de acordar a paz, Erarico foi assassinado pelos ostrogodos.